# Fußball-Weltmeisterschaft der Frauen 2011/Nordkorea
Dieser Artikel behandelt die Nordkoreanische Fußballnationalmannschaft der Frauen bei der Fußball-Weltmeisterschaft der Frauen 2011 in Deutschland. Nordkorea steht derzeit auf Platz 8 der FIFA-Weltrangliste und nahm zum vierten Mal in Folge an einer WM-Endrunde teil. Nordkorea scheiterte bei der WM 2003 im Viertelfinale an Titelverteidiger Deutschland, zuvor wurde zweimal die Vorrunde nicht überstanden.

## Qualifikation
Nordkorea qualifizierte sich durch den Sieg im Halbfinale der Fußball-Asienmeisterschaft der Frauen 2010 gegen China für die Endrunde. Im Finale wurde gegen das gleichfalls bereits qualifizierte Australien nach 1:1 n. V. mit 4:5 im Elfmeterschießen verloren. Die meisten Tore (3) für Nordkorea erzielte Jo Yun-mi.

### Der Weg zur WM
Die Meisterschaft fand im Mai 2010 in China statt. Nordkorea war als Titelverteidiger automatisch qualifiziert. Die Vorrunde wurde im Ligasystem ausgetragen.

#### Vorrunde
| Rang | Land      | Tore | Punkte |
| ---- | --------- | ---- | ------ |
| 1    | Japan     | 14:1 | 9      |
| 2    | Nordkorea | 6:2  | 6      |
| 3    | Thailand  | 2:7  | 3      |
| 4    | Myanmar   | 0:12 | 0      |

| 20. Mai 2010 in Chengdu (Chengdu Sports Center) |   |           |           |
| Nordkorea                                       | – | Thailand  | 3:0 (2:0) |
| 22. Mai 2010 in Chengdu (Chengdu Sports Center) |   |           |           |
| Myanmar                                         | – | Nordkorea | 0:2 (0:1) |
| 24. Mai 2010 in Chengdu (Chengdu Sports Center) |   |           |           |
| Nordkorea                                       | – | Japan     | 1:2 (0:2) |

#### Halbfinale
| 27. Mai 2010 | China | – | Nordkorea | 0:1 n. V. (0:0, 0:0) |

## Kader bei der Weltmeisterschaft
Nummern und Positionen gemäß Kaderliste der FIFA. Einige Spielerinnen standen auch im Kader bei der U-20-Fußball-Weltmeisterschaft. Alle Spielerinnen spielen in Nordkorea, die meisten in der Sportgruppe 25. April. Die Spielerinnen haben eine Durchschnittsgröße von 1,67 m, wobei Kim Su-gyong und Kim Chung-sim mit 1,58 m die kleinsten und die dritte Torhüterin Ri Jin-sim mit 1,77 m die größte Spielerin ist.
| Nr.                  | Spieler        | Geburtsdatum | Verein                         | Länderspiele | Länderspieltore | WM-Spiele      | WM 2011 | WM 2011 | WM 2011      | WM 2011          | WM 2011     | WM 2011 |
|                      |                |              |                                |              |                 |                | Sp.     | Tore    | Gelbe Karten | Gelb-Rote Karten | Rote Karten |         |
| Tor                  | Tor            | Tor          | Tor                            | Tor          | Tor             | Tor            | Tor     | Tor     | Tor          | Tor              | Tor         | Tor     |
| -------------------- | -------------- | ------------ | ------------------------------ | ------------ | --------------- | -------------- | ------- | ------- | ------------ | ---------------- | ----------- | ------- |
| 1                    | Hong Myong-hui | 04.09.1991   | Sportgruppe 25. April          | 12           | 0               |                | 3       | 0       | 0            | 0                | 0           |         |
| 18                   | Kim Chol-ok    | 15.10.1994   | Sportgruppe 25. April          | 01           | 0               |                | 0       | 0       | 0            | 0                | 0           |         |
| 21                   | Ri Jin-sim     | 29.05.1991   | Wolmido                        | 01           | 0               |                | 0       | 0       | 0            | 0                | 0           |         |
| Abwehr               |                |              |                                |              |                 |                |         |         |              |                  |             |         |
| 2                    | Jon Hong-yon   | 11.06.1992   | Sportgruppe 25. April          | 01           | 0               |                | 0       | 0       | 0            | 0                | 0           |         |
| 3                    | Ho Un-byol     | 19.01.1992   | Sportgruppe 25. April          | 09           | 0               | 0 (2007)       | 3       | 0       | 0            | 0                | 0           |         |
| 5                    | Song Jong-sun  | 11.03.1981   | Amrokgang                      | 86           | 0               | 6 (2003, 2007) | 2       | 0       | 0            | 0                | 0           |         |
| 6                    | Paek Sol-hui   | 20.03.1994   | Sportgruppe 25. April          | 05           | 0               |                | 2       | 0       | 0            | 0                | 0           |         |
| 7                    | Yun Hyon-hi    | 09.09.1992   | Sportgruppe 25. April          | 12           | 0               |                | 3       | 0       | 0            | 0                | 0           |         |
| 15                   | Yu Jong-hui    | 21.03.1986   | Sportgruppe 25. April          | 08           | 0               |                | 1       | 0       | 0            | 0                | 0           |         |
| 16                   | Jong Pok-sim   | 31.07.1985   | Sportgruppe 25. April          | 08           | 0               | 4 (2007)       | 2       | 0       | 0            | 0                | 0           |         |
| 17                   | Ri Un-hyang    | 15.05.1988   | Amrokgang                      | 04           | 0               |                | 3       | 0       | 0            | 0                | 0           |         |
| Mittelfeld           |                |              |                                |              |                 |                |         |         |              |                  |             |         |
| 4                    | Kim Myong-gum  | 04.11.1990   | Rimyongsu                      | 02           | 0               |                | 0       | 0       | 0            | 0                | 0           |         |
| 8                    | Kim Su-gyong   | 04.01.1995   | Rimyongsu                      | 06           | 0               |                | 3       | 0       | 0            | 0                | 0           |         |
| 10                   | Jo Yun-mi      | 05.01.1987   | Sportgruppe 25. April          | 33           | 6               |                | 3       | 0       | 0            | 0                | 0           |         |
| 11                   | Ri Ye-gyong    | 26.10.1989   | Amrokgang                      | 17           | 0               |                | 3       | 0       | 0            | 0                | 0           |         |
| 12                   | Jon Myong-hwa  | 09.08.1993   | Sportgruppe 25. April          | 12           | 2               |                | 3       | 0       | 0            | 0                | 0           |         |
| 13                   | Kim Un-ju      | 09.04.1993   | Sportgruppe 25. April          | 07           | 0               |                | 3       | 0       | 0            | 0                | 0           |         |
| 14                   | Kim Chung-sim  | 27.11.1990   | Sportgruppe 25. April          | 16           | 0               |                | 2       | 0       | 0            | 0                | 0           |         |
| Angriff              |                |              |                                |              |                 |                |         |         |              |                  |             |         |
| 9                    | Ra Un-sim      | 02.07.1988   | Amrokgang                      | 23           | 7               |                | 3       | 0       | 0            | 0                | 0           |         |
| 19                   | Choe Mi-gyong  | 17.01.1991   | Rimyongsu                      | 04           | 0               |                | 2       | 0       | 0            | 0                | 0           |         |
| 20                   | Kwon Song-hwa  | 05.02.1988   | Sportgruppe 25. April          | 03           | 0               |                | 1       | 0       | 0            | 0                | 0           |         |
| Trainerstab          |                |              |                                |              |                 |                |         |         |              |                  |             |         |
| Trainer              | Kim Kwang-min  |              | DPR Korea Football Association |              |                 | 4 (2007)       | 2       | 0       | 0            | 0                | 0           |         |
| Anmerkungen:1. 2. 3. |                |              |                                |              |                 |                |         |         |              |                  |             |         |

## Vorbereitung
Zur Vorbereitung auf die WM wurden zunächst fünf Testspiele durchgeführt, von denen Nordkorea nur das erste Spiel gewinnen konnte. Am 15. Juni traf die Mannschaft in Deutschland ein und bezog ihr Quartier in der Sportschule Egidius Braun in Leipzig. Ein letztes Testspiel, unter Ausschluss der Öffentlichkeit, fand am 21. Juni in Halle statt.
| Datum          | Ort                      | Gegner              | Ergebnis  | Besonderheiten                                                     |
| -------------- | ------------------------ | ------------------- | --------- | ------------------------------------------------------------------ |
| 17. April 2011 | Qingdao (China)          | Volksrepublik China | 1:0 (1:0) |                                                                    |
| 18. Mai 2011   | Venlo (Niederlande)      | Niederlande         | 1:1 (0:0) |                                                                    |
| 21. Mai 2011   | Ingolstadt (Deutschland) | Deutschland         | 0:2 (0:0) |                                                                    |
| 24. Mai 2011   | Veldwezelt (Belgien)     | Belgien             | 0:1 (0:0) | 1. Spiel gegen Belgien                                             |
| 14. Juni 2011  | Rom (Italien)            | Kanada              | 0:2 (0:2) | 1. Spiel gegen Kanada                                              |
| 21. Juni 2011  | Halle (Deutschland)      | England             | 3:0       | 1. Spiel gegen England, Spiel unter Ausschluss der Öffentlichkeit. |

## Gruppenspiele
In Gruppe C traf Nordkorea im ersten Spiel zum vierten Mal bei einer WM auf Olympiasieger USA. Die US-Girls waren die dominierende Mannschaft und erspielten sich eine Vielzahl von Tormöglichkeiten, bei denen aber entweder im Abschluss die Präzision fehlte oder die nordkoreanische Torhüterin zur Stelle war. Nordkorea kam ab Mitte der ersten Halbzeit insbesondere über die rechte Angriffsseite zu mehreren guten Gelegenheiten, traf aber ebenfalls nicht ins Tor. In der zweiten Halbzeit wurde die Dominanz der USA noch stärker und in der 54. und 76. Minute wurden die Bemühungen durch zwei Tore belohnt. Erst in den letzten fünf Minuten kam Nordkorea wieder zu Möglichkeiten, hatte dann aber in der Nachspielzeit Glück, dass ein Gegentor nicht anerkannt wurde, da der Ball der Torhüterin aus den Händen gespitzelt wurde. Es war Nordkoreas dritte Niederlage in einer WM-Vorrunde gegen die USA, nur 2007 konnten sie ein 2:2 erreichen.
Im zweiten Spiel traf Nordkorea auf Schweden. Die nordkoreanische Mannschaftsleitung verwirrte zunächst dadurch, dass anstatt der zunächst gemeldeten Kim Myong-gum Song Jong-sun auflief. Die Schwedinnen übernahmen sofort die Initiative und bereits in der 2. Minute hatte Lotta Schelin die erste gute Torchance, schoss aber am Tor vorbei. Nordkorea konnte dann aber die Räume enger machen und so kamen die Schwedinnen kaum zu weiteren Möglichkeiten. Die Nordkoreanerinnen waren aber ihrerseits auch nicht in der Lage gute Torchancen zu erspielen. Auch in der zweiten Halbzeit dauerte es lange bis sich wieder Torszenen ergaben, wobei die Schwedinnen doch spielbestimmender wurden. In der 64. Minute verwertete dann Lisa Dahlkvist eine feine Kombination zum 1:0-Siegtreffer. Denn trotz Bemühungen kamen die Nordkoreanerinnen nur zu einer einzigen Chance, bei der Sara Thunebro auf der Linie klären musste. Die besseren Chancen hatten aber die Schwedinnen zum Schluss, scheiterten aber mehrmals an ihrer Abschlussschwäche. Es war die vierte Niederlage im vierten Spiel gegen Schweden, davon die letzten drei alle in WM-Vorrunden.
Zum Abschluss der Gruppenphase traf Nordkorea auf Kolumbien, den Zweiten der Südamerika-Asienmeisterschaft 2010. Wie Schweden und die USA, hatte auch Nordkorea bisher noch nicht gegen Kolumbien gespielt. Da auch Kolumbien gegen die USA verlor, waren Kolumbien und Nordkorea bereits vorzeitig ausgeschieden. Das Spiel war daher ohne Bedeutung für den Turnierverlauf und endete als einziges Vorrundenspiel dieser WM torlos, womit beide Mannschaften die einzigen sind, denen bei dieser WM kein Tor gelang. Vor dem Spiel waren Song Jong-sun und Jong Pok-sim nach positiven A-Proben provisorisch gesperrt und nach dem Spiel alle nordkoreanischen Spielerinnen zur Dopingprobe gebeten worden.
Der zuvor als Geheimfavorit gehandelte Vizeasienmeister schied zum dritten Mal in der Vorrunde aus und blieb zum vierten Mal in Folge in einem WM-Spiel ohne Torerfolg. Als eine von drei Mannschaften erhielten die nordkoreanischen Spielerinnen in der Vorrunde weder eine Gelbe Karte noch eine Rote Karte.
| Rang | Land               | Tore | Punkte |
| ---- | ------------------ | ---- | ------ |
| 1    | Schweden           | 4:1  | 9      |
| 2    | Vereinigte Staaten | 6:2  | 6      |
| 3    | Nordkorea          | 0:3  | 1      |
| 4    | Kolumbien          | 0:4  | 1      |

| Dienstag, 28. Juni 2011, 18:15 Uhr in Dresden |   |           |           |
| Vereinigte Staaten                            | – | Nordkorea | 2:0 (0:0) |
| Samstag, 2. Juli 2011, 14:00 Uhr in Augsburg  |   |           |           |
| Nordkorea                                     | – | Schweden  | 0:1 (0:0) |
| Mittwoch, 6. Juli 2011, 20:45 Uhr in Bochum   |   |           |           |
| Nordkorea                                     | – | Kolumbien | 0:0       |

## Nachspiel
Die während der WM des Dopings überführten nordkoreanischen Spielerinnen Jong Pok-sim, Hong Myong-hui, Ho Un-byol und Ri Un-hyang wurden von der FIFA am 25. August 2011 für 18 Monate sowie Song Jong-sun für 14 Monate gesperrt. Die Ärztin des nordkoreanischen Fußballverbands, Nam Jong-ae, wurde für sechs Jahre gesperrt. Darüber hinaus wurde gegen den nordkoreanischen Fußballverband eine Geldstrafe von 400.000 US$ verhängt. Die Nationalmannschaft wurde von der WM 2015 in Kanada ausgeschlossen.